# محمد نسیم
محمد نسیم (انگلیسی: Mohammed Nasim; ۲ آوریل ۱۹۴۸ – ۱۳ ژوئن ۲۰۲۰) سیاست‌مدار اهل بنگلادش بود. وی عضو عوامی لیگ بنگلادش بود که در سمت وزیر بهداشت و خانواده و همچنین وزیر کشور در امتداد هم از ۲۰۱۴ تا ۲۰۱۹ و همچنین از ۱۹۹۱ تا ۲۰۰۱ عهده‌دار سمت دولتی شد. وی طی شش دوره نماینده منتخب حوزه جاتیا سانگساد و همچنین منطقه سیراجگنج-۲ بود. او همچین عضو عوامی لیگ بنگلادش و در عین حال سخنگوی اتحاد ۱۴ حزب بود.

## مرگ
نسیم در ژوئن ۲۰۲۰، پس از آزمایش مثبت COVID-19 در داکا بستری شد. چهار روز بعد، وی در پروسه درمان، دچار خونریزی مغزی شد. و در ۱۳ ژوئن در حالی که در بیمارستان تحت معالجه بود درگذشت.